# Krul Point
Krul Point ist ein markanter Punkt in der Form eines Mäanders im Fluss Gambia im westafrikanischen Staat Gambia. Die Landzunge, 120 Kilometer von der Mündung des Flusses entfernt, reicht von Süden her leicht hügelig mit Bäumen bewachsen nach Norden. Der Fluss ist an dieser Stelle rund 1,6 Kilometer breit.
Rund 6,5 Kilometer flussaufwärts befindet sich der Devil Point.